# 1091 هـ
ألف وواحد وتسعون 1091 هـ هي سنة في التقويم الهجري إمتدت مقابلةً في التقويم الميلادي بين سنتي 1680 و1681.

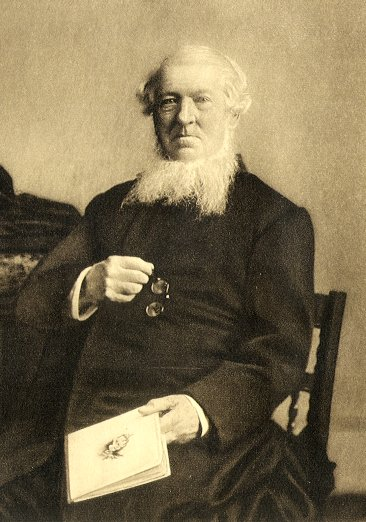
جورج رولنسون

## مواليد
- جورج رولنسون
- جورج سيل
- خير الله محمود العمري
- عبد الله الشبراوي

## وفيات
- عبد القادر بن علي الفاسي
- الفيض الكاشاني.